# Tom Clancy’s The Division 2
Tom Clancy’s The Division 2 — компьютерная игра в жанре TPS, вторая по счёту из серии игр The Division, которая является продолжением Tom Clancy’s The Division, была разработана шведской студией Massive Entertainment и издана компанией Ubisoft. Выход игры состоялся 15 марта 2019 года на платформах Windows, PlayStation 4 и Xbox One.

## Игровой процесс

На данном скриншоте агент Спецотряда прячется за укрытием и развёртывает турель, чтобы сражаться с врагами возле Монумента Вашингтону.

Игра представляет собой шутер от третьего лица, в котором могут участвовать до четырёх игроков и выполнять миссии вместе. Действие игры происходит в Вашингтоне, округ Колумбия, через семь месяцев после событий первой части, в котором разразилась гражданская война между выжившими и отрядами мародёров. В начале игры игроки создают своего собственного агента Спецотряда, настраивая пол и внешний вид персонажа. В игре игроки оснащены различным огнестрельным оружием, включая штурмовые винтовки, снайперские винтовки и автоматы, а также взрывчатые вещества, такие как гранаты. Это оружие классифицируется по разным уровням и редкости. Получить качественное оружие сложно, однако оно обладает лучшими характеристиками и «талантами», которые ещё больше повышают производительность игроков. Показатели каждого оружия включает в себя следующее: урон, выстрелы в минуту, размер магазина, точность, стабильность, время перезарядки и снижение урона от расстояния. Оружие может быть дополнительно улучшено при помощи различных насадок, такими как прицелы, ствол, магазин и т. д. В игре также представлена разнообразная экипировка и броня. Ношение экипировки одной и той же марки даёт игрокам небольшой прирост умений. После выполнения миссии игроки получают очки опыта и добычу. С получением опыта игроки повышают уровень персонажа и получают SHD Tech валюту, позволяющую разблокировать новые навыки. Навыки включают в себя развёртывание орудийных турелей, щитов и боевых дронов, или получение доступа к оружию, такому как мины-искатели и химические пусковые установки. Каждый навык имеет уникальные модификации, которые меняют его функциональность. В игре также представлены новые типы врагов, включая медиков и персонажей, стреляющих пеной, которая обездвиживает игроков. Игроки могут запрашивать помощь во время миссий, что позволяет другим игрокам присоединяться к сессии. Игроки также могут присоединиться к клану. Действия отдельных членов клана способствуют получению кланового XP, который можно использовать для улучшения и получения дополнительных игровых преимуществ.
Вашингтон в игре — это открытый мир, доступный для исследования игроками. Игроки могут набирать неиграбельных персонажей, выполняя миссии и поставляя материалы в различные населённые пункты. Их набор открывает новые функции, в том числе проекты, являющиеся выборочными квестами, которые вознаграждают игроков экипировкой, опытом и чертежами для крафта, доступ к которым можно получить на операционной базе в Белом доме. Улучшение поселений позволяет расширять их, получать больше возможностей, а также даёт игрокам игровые преимущества, такие как доступ к их тайнику с экипировкой или быстрое перемещение. Ещё один способ быстрого передвижения — использовать опорные пункты, обнаруженные игроками. Игроки могут также освобождать контрольные точки от врагов и вызвать гражданское подкрепление, для помощи в бою, участвовать в мировых событиях таких как остановка публичных казней и захват конвоев с ресурсами, а также сбор различных коллекционных предметов, включая электронные устройства, реликвии, артефакты и «Эхо» записи. Игроки также сталкиваются с различными поставщиками оружия в игре. Они могут продавать им хлам, являющийся ненужными предметами, которые собирали игроки, а также ненужные предметы экипировки, чтобы заработать электронные кредиты и игровую валюту, которую можно использоваться для покупки нового оружия, экипировки и одежды.
«The Division 2» имеет три Тёмные зоны, каждая из которых поддерживает до 12 игроков. Тёмные зоны — области, в которых игроки сражаются с сильными врагами для получения ценных и редких трофеев. Полученную в Тёмной зоне добычу могут взять другие игроки. При входе в тёмную зону снаряжение игроков нормализуется, чтобы все игроки находились в равных условиях. «Незараженная» добыча сразу принадлежит игрокам, которые её собрали, а заражённую добычу необходимо эвакуировать вертолётом, для дальнейшей обработки. Игрокам необходимо защитить добычу от врагов и других игроков до тех пор, пока вертолёт не улетит. Когда один игрок взламывает чужой сундук или крадёт чужую добычу Тёмной зоны, он и его команда становятся «Ренегатами». Ренегаты могут атаковать других игроков в том же сеансе, чтобы украсть их добычу и получить опыт. Как только они убивают другого игрока, они становятся «Нарушителями», что предупреждает других игроков, не являющихся Ренегатами. Если Нарушитель убивает больше игроков, он получает статус «Облава», при котором игроки, убившие агента-ренегата, получат огромную награду. Статус ренегата может быть удалён путём выживания в Тёмной Зоне в течение некоторого времени или получения доступа к Терминалу Ренегатов и терминалам «Охота за человеком». Тёмная зона имеет свою собственную систему опыта — DZ XP, которая зарабатывается путём убийствах врагов и ренегатов и может быть использована для разблокирования перков и игровых преимуществ, таких как уменьшенный таймер ренегата.
Когда игрок достигает 30 уровня и заканчивает сюжетную кампанию, игровой мир делится на «мировые уровни», которые являются различными этапами для дальнейшего увеличения сложности игры. Уровень персонажа заменяется на очки экипировки, которые рассчитываются на основе характеристик, атрибутов и талантов всех видов оружия и экипировки игрока. В финале новая вражеская фракция под названием Чёрные Бивни захватывают все контрольные точки, которые игроки ранее освободили. Игроки могут получить доступ к миссиям «Вторжение», являющиеся уровнями с более сильными врагами. Выполнив миссии «Вторжение» и получив достаточное количество очков снаряжения, игроки могут освободить крепость, которая позволит игрокам разблокировать следующий мировой уровень. Игроки столкнуться с 52 боссами, вместе известными как «Колода из 52»; каждый босс скинет коллекционную карту, которую игроки смогут получить после их убийства. Когда игроки достигают 30 уровня, они могут разблокировать больше навыков, специализируя своего персонажа для определённого класса: Снайпер, Подрывник и Выживший. Каждая специализация имеет своё собственное фирменное оружие; Выживший — арбалет, Снайпер — снайперская винтовкой TAC-50 и Подрывник — гранатомёт Milkor MGL M32A1. Игроки также могут входить в Оккупированную Тёмную Зону, в которых оружие больше не нормализуется, активируется дружественный огонь, компьютерных врагов становится сложнее убивать, а также игроки больше не получают уведомление, когда другие игроки становятся ренегатами. В игре также есть рейды, в которых могут участвовать до восьми игроков.

## Сюжет и дополнения

### Сюжет
События происходят через 6 месяцев после своего предшественника в Вашингтоне, округ Колумбия, в котором разразилась гражданская война между выжившими и группами мародёров в мире, опустошённом «Зелёной отравой» — мощным штаммом оспы, спроектированным и выпущенным в Нью-Йорке террористом-экологом. Зелёная отрава стала пандемией, что привело к жертвам и хаосу в глобальном масштабе. Столкнувшись с неизбежным социальным коллапсом, правительство Соединённых Штатов активизировало контингент агентов внутри страны, который называется Strategic Homeland Division (SHD) или просто «Спецотрядом», чтобы сохранить порядок и преемственность правительства. Агенты подразделения используют передовые технологии и широкую автономию для борьбы с угрозами по своему усмотрению. Они в дополнение оснащены продвинутым искусственным интеллектом под названием ИСАК.
К началу событий «The Division 2» большинство правительственных и военнослужащих эвакуировали Вашингтон, округ Колумбия, что привело к беззаконию. Белый дом контролируется местными агентами Спецотряда и коалицией первоочередных служб, называемой Объединённой целевой группой (JTF), которая занимается защитой гражданского населения и восстановлением порядка. Однако большая часть Вашингтона окружена территориями, контролируемыми тремя конкурирующими группировками: Гиенами — свободной коалицией банд, преступниками и анархистами, пользующихся хаосом для развлечения и получения прибыли; Изгои — фанатиками, пережившими суровый карантин во время начала пандемии, жаждущие мести тем, кого они считают виновными в своём заключении и возможной инфекции; Истинные Сыны — высокоорганизованная и безжалостная группа недовольных бойцов из JTF, Вооружённых сил США и военизированные мятежники во главе с полковником Антуаном Риджвэем, который считает, что безопасность может быть восстановлена только посредством жестокого авторитаризма.
В дополнение, исполняющий обязанности президента Соединённых Штатов Эндрю Эллис считается пропавшим без вести или убитым в бою после катастрофы ВВС-1, произошедшей возле Капитолийского холма. Через семь месяцев после вспышки «Зелёной отравы» несколько агентов Спецотряда защищают гражданское поселение от нападения бандитов, когда сеть SHD, система, контролирующая их передовые технологии и общенациональные коммуникации, внезапно закрывается. Агент игрока получает сигнал бедствия Спецотряда из Вашингтона, округ Колумбия, когда новые и более крупные силы противника начинают атаковать поселение. Агент прибывает в Вашингтон чтобы найти Спецотряд и местную операционную базу JTF, находящиеся в Белом доме под атакой Гиен. После отражения атаки Агент получает инструктаж от Мэнни Ортеги, инспектора городского отдела. Агент узнаёт, что большая часть руководства страны либо мертва, либо отсутствует, и город в основном контролируется тремя враждебными группировками: Гиенами, Изгоями и Истинными сынами. Ортега инструктирует Агента работать с другим агентом Алани Келсо, для оказания помощи гражданским поселениям, освобождения города и восстановления сети SHD.
Ортега и Келсо раскрывают информацию о том, что лекарство от Зелёной отравы может быть найдено где-то в городе, и что президент Эллис, возможно, пережил крушение ВВС-1, но находится в плену. Келсо неохотно тратит время и ресурсы на поиски Эллиса, но Ортега указывает, что для получения доступа к лекарству может потребоваться его разрешение. Агент в конечном счёте обнаруживает Эллиса и спасает его от Гиен. Эллис подтверждает, что существуют противовирусные препараты широкого спектра действия для лечения не только зелёной отравы, но и всех вирусных инфекций. Однако он может получить к ним доступ только с помощью специального портфеля, который в настоящее время хранится на сильно укреплённой базе Истинных Сынов в Капитолии. После того, как Агент восстановит сеть SHD, повторно подключив агентов Спецотряда по всей стране, Эллис обещает восстановить Соединённые Штаты, независимо от того cколько это будет стоить. С течением времени, Гиены, Истинные Сыны и Изгои отступают к своим последним оплотам. С помощью гражданских ополченцев и JTF Агент нападает на цитадели и уничтожает лидеров фракций, при этом лидер Изгоев Эмеллин Шоу исчезает во время штурма её крепости на острове Рузвельта, а также забирает портфель Эллис из столицы.
Когда агент и Спецотряд празднуют свою победу, новая фракция, технически продвинутая частная военная компания Чёрные бивни, вторгается в город. Многие из достопримечательностей быстро захватываются, и Эллис внезапно пропадает без вести со своим портфелем, вынуждая Агента отправиться на поиски и устранить Чёрный бивней. Агент в конечном итоге узнаёт, что Чёрные бивни поставляли оружие бандам Вашингтона и были ответственны за саботаж сети SHD, Эллис все время работал с Чёрными Бивнями, и что предшественник Эллиса, президент Мендес, не совершал самоубийства, как считалось ранее, а был убит собственной секретной службой по приказу Черных Бивней. Благодаря Эллису, Чёрные бивни получают противовирусные препараты широкого спектра действия, планируя вывезти их из города. Агент успешно совершает набег на цитадель Черных Бивней, собирая противовирусные препараты и предотвращая ракетный удар по Белому дому, хотя местонахождение Эллис остаётся неизвестным.

### Дополнительный контент

#### Эпизод 1 — Окрестности Вашингтона: Экспедиция
Эпизод 1 вышел вместе с бесплатным обновлением для всех владельцев игры 30 июля 2019 г. Вместе с ним в игру было добавлено новое сюжетное задание «Окрестности Вашингтона: Экспедиция».
Дальнейшее расследование показывает, что лидер Изгоев, Эмеллин Шоу, пережила нападение Спецотряда на вышеупомянутую цитадель, и что она в настоящее время находится в своём новом укрытии в Национальном зоопарке Мэннинга. Пройдя через зоопарк, Агенту удаётся уничтожить сильно вооружённую монорельсовую машину Шоу и убить её.
Затем агент присоединяется к большой целевой группе JTF для нападения на Кэмп-Уайт-Оукс, бывшее президентское убежище в густом лесу к северу от Вашингтона, которое с тех пор было захвачено Чёрными Бивнями с целью обнаружения и захвата президента Эллиса. Основные штурмовые силы погибают, когда мост, который они пересекали, уничтожается Чёрными Бивнями, а оставшаяся команда в конечном счёте пытается обезопасить главную вертолётную площадку, чтобы предотвратить побег Эллиса, оставляя Агента для продолжения миссии в одиночку. Агенту удаётся добраться до вертолётной площадки слишком поздно, поскольку Эллис эвакуируется вертолётом Чёрных Бивней, исчезая во второй раз.
Тем временем, Агент отправляется в экспедицию в Колледж Кенли, чтобы расследовать недавнее исчезновение отряда JTF, где Изгои захватили кампус. Там Агент уничтожает Изгоев в Библиотеке колледжа, проникает на станцию метро и водоочистную станцию ниже, после чего уничтожает базу Изгоев в здании Студенческого союза.

#### Эпизод 2 — Пентагон: Последний бастион
Релиз второго эпизода состоялся 15 октября 2019 г. в котором были добавлены новые операции «Пентагон» и «Научные лаборатории DARPA». Вместе с выходом эпизода в игре стала доступна пятая специализация — Механик. Он оснащён залповым гранатомётом SCAR OMS, пистолетом Maxim 9, ЭМИ-гранатами и особым техническим ульем «Оружейный мастер».
По сюжету Агент отправляется для расследования в Пентагон после того, как Спецотряд обнаруживает большую активность Черных Бивней на объекте. Добравшись до места, Агент обнаруживает, что Чёрные Бивни организуют масштабную буровую операцию, чтобы получить доступ к лабораториям DARPA под Пентагоном, содержащая многочисленные экспериментальные технологии. Агент саботирует бурение, чтобы задержать Чёрных Бивней перед тем, как украсть данные с серверов, чтобы выяснить что они собираются сделать. Агент узнаёт, что Чёрным Бивням нужен перфузионный биореактор, способный массово производить противовирусные препараты, которыми обладает Спецотряд.
Агент заходит в лабораторию DARPA и обнаруживает, что Чёрные Бивни пытается вывести биореактор через сеть туннелей под Пентагоном. Агент захватывает биореактор и доставляет его на ближайшую вертолётную площадку, устраняя силы Черных Бивней, чтобы биореактор можно было вывезти. Келсо поздравляет Агента, заявляя, что несмотря на то, что у них ещё нет персонала, квалифицированного для работы с биореактором, они на один шаг ближе к прекращению угрозы Зелёной отравы.

#### Эпизод 3 — Кони-Айленд: Охота
Релиз третьего эпизода состоялся 12 февраля 2020 г. Вместе с ним в игре стали доступны новое сюжетное задание и специализации «Огнемётчик». Основное вооружение — огнемётом K8-JetStream и усиливающий союзников щит «Боевик». Огнемётчик также вооружён обрезом «Поджигатель» и использует таланты, дополняющие урон, наносимый огнемётом.
Сюжет дополнения строится на том, что Агент отправляется на руины Кони-Айленда, чтобы спасти Виталия Черненко, вирусолога, похищенного агентом-ренегатом Аароном Кинером во время событий предыдущей игры. Кинер намерен передать Черненко Чёрным Бивням на Кони-Айленде в обмен на помощь в неизвестном проекте. Агенту поручено спасти Черненко, чтобы его знания не попали в руки Чёрного Бивня, и заручиться его помощью в создании вакцины. Агент успешно проникает на базу Черных Бивней и эвакуирует Черненко в Вашингтон.
Становится очевидным, что Кинер никогда не намеревался позволить Чёрным Бивням уйти с Черненко, поскольку остров подвергается нападению со стороны «Чистильщиков», банды ненормальных бывших работников DSNY, целью которой является насильственная очистка от любых потенциальных источников и носителей вируса. Кинер сообщил Чистильщикам о местонахождении Черненко, подстрекая их атаковать Черных Бивней. Агент вынужден пробиваться сквозь Чистильщиков и Черных Бивней, охотясь на Кинера. После того, как Агент убивает командира Черных Бивней, Кинер захватывает видео с дрона Спецотряда, чтобы позлорадствовать над агентом о своём успешном побеге и зловещем проекте.

#### Воители Нью-Йорка
Выход нового дополнения состоялся 3 марта 2020 г. В игру были добавлены новая сюжетная линия, проходящая в Нью-Йорке, был увеличен максимальный уровень персонажа до 40 уровня, введён в игру новый показатель — «уровень Спецотряда» а также четыре новых навыка, эксклюзивное экзотическое снаряжение, комплекты экипировки и множество именных предметов.
Агент и Алани Келсо летят в Нью-Йорк, в ответ на сигнал бедствия от Фэй Лау, руководителя местного Спецотряда. Они находят JTF и базу Спецотряда в мэрии Нью-Йорка, разрушенную биологическим оружием, применённым Кинером и его союзниками. Оружие — это недавно разработанная производная от Зелёной отравы, названное Затмением. Агент, Келсо, Лау и лидер JTF Рой Бенитес перегруппировываются в Хейвене, гражданском поселении, которым управляет Пол Родс.
Поскольку местонахождение Кинера неизвестно, группа решает преследовать его лейтенантов, которые действуют как полевые командиры в четырёх районах Нижнего Манхэттена. Военачальники Кинера — это агенты-ренегаты, убеждённые или вынужденные работать на него вместе с местными бандами: Тео Парнелл, эксперт по инженерным и компьютерным системам, размещённый в Гробнице Гражданского Центра; Вивиан Конли, эксперт по химическому машиностроению, который командует бригадой уборщиков с разбившегося нефтяного танкера в Двух Мостах; Хавьер Кадзика, тайный эксперт по партизанской войне, базирующийся в Бэттери-парке; и Джеймс Драгов, эксперт по тяжёлому оружию, который командует бандой Rikers с Нью-Йоркской фондовой биржи в Финансовом районе.
Агент уничтожает четырёх полевых командиров и обнаруживает Кинера на Острове Свободы. Агент и Келсо переправляются на пароме к острову Свободы, но на них нападают Чёрные Бивни, которые внезапно прибыли в Манхэттен, чтобы также убить Кинера. Агент в одиночку отбивается от Черных Бивней, чтобы добраться до базы Кинера в Музее Статуи Свободы, обнаруживая ракету «земля-земля», способную доставить вирус "Eclipse"(Затмение). Кинер планирует запустить ракету на Манхэттене, чтобы дать толчок развитию нового общества. Агент успешно разрушает систему и побеждает Кинера в бою. Смертельно раненый Кинер перед смертью активирует сигнал на своих модифицированных наручных часах Спецотряда.
Сигнал Кинера активирует АННА, аналог искусственного интеллекта ИСАК, разработанный Парнелл, для организации сети и координации действий агентов-ренегатов по всей стране. Также выяснилось, что Лау предала Спецотряд, чтобы в какой-то момент вступить в союз с Чёрными Бивнями, что и стало причиной их прибытия в Манхэттен. Лау сообщает Бардону Шефферу, лидеру Чёрных Бивней в Вашингтоне, что сеть агентов-ренегатов Кинера поможет им уничтожить Спецотряд. Вернувшись в Хейвен, Родс и Бенитес благодарят и поздравляют Агента, но расстраиваются по поводу предательства Лау. Келсо информирует агента о ячейке агентов-ренегатов, активированной в Вашингтоне.

## Разработка
Игра поддерживается студией Massive Entertainment. Оценивая отзывы игроков относительно первой игры, Massive планируют включить в игру больше игрового контента и улучшить игровой процесс после основного сюжета. Развитие игрового процесса после концовки сюжета игры было приоритетным для Massive после жалоб игроков на первую игру.
Игра была анонсирована 9 марта 2018 компанией Ubisoft. Первый ролик игрового процесса был представлен на выставке E3 в июне 2018. На выставке Ubisoft подтвердили, что игра будет выпущена 15 марта 2019 года для Microsoft Windows, PlayStation 4 и Xbox One. Доступ к бета-версии был открыт для всех желающих ещё до запуска игры. После выхода игры были выпущены три бесплатных DLC, которые добавили новые сюжеты и режимы игры для всех игроков.

## Варианты издания
| Предметы                                             | Издания игры     | Издания игры | Издания игры     | Издания игры |
| Предметы                                             | Standard Edition | Gold Edition | Ultimate Edition |              |
| ---------------------------------------------------- | ---------------- | ------------ | ---------------- | ------------ |
| Игра                                                 | Да               | Да           | Да               |              |
| Дополнительный набор: «Защитник столицы»             | Да               | Да           | Да               |              |
| Доступ к Закрытой бете                               | Да               | Да           | Да               |              |
| Цифровой бонус: Tommy the teddy bear (только для ПК) | Да               | Да           | Да               |              |
| Ранний доступ на 3 дня раньше                        | Нет              | Да           | Да               |              |
| Пропуск 1 года                                       | Нет              | Да           | Да               |              |
| Набор «The first responder»                          | Нет              | Нет          | Да               |              |
| Набор «Battleworn secret service»                    | Нет              | Нет          | Да               |              |
| Набор «Элитный агент»                                | Нет              | Нет          | Да               |              |

## Реакция
| Сводный рейтинг       | Сводный рейтинг                                 |
| Агрегатор             | Оценка                                          |
| --------------------- | ----------------------------------------------- |
| GameRankings          | - (PC) 84,50 % - (PS4) 81,82 % - (XONE) 82,60 % |
| Metacritic            | (XONE) 77/100 (PS4) 81/100 (PC) 85/100          |
| Иноязычные издания    |                                                 |
| Издание               | Оценка                                          |
| Destructoid           | 8,5/10                                          |
| Game Informer         | 9/10                                            |
| GameSpot              | 9/10                                            |
| GamesRadar+           | [ 50 ]                                          |
| IGN                   | 8,5/10                                          |
| PC Gamer (US)         | 82/100                                          |
| Русскоязычные издания |                                                 |
| Издание               | Оценка                                          |
| StopGame.ru           | «Похвально»                                     |
| «Игромания»           | «Достойно»                                      |
| «Игры Mail.ru»        | 9/10                                            |

Tom Clancy’s The Division 2 получила преимущественно положительные отзывы, согласно агрегатору рецензий Metacritic.
Журнал Игромания поставил игре оценку «Достойно». Как говорит Евгений Калашников в своей рецензии для журнала «Хороший сиквел, который мог быть куда лучше. Фанатов первой The Division он порадует точно, да и новой аудитории скорее всего понравится, но надолго ли — вопрос. Складывается впечатление, что в каменных джунглях Вашингтона скрывается игра, которой когда-то должна была стать первая часть».
Destructoid похвалил игру за напряжённый, насыщенный игровой процесс, резюмируя обзор: «Впечатляющие усилия с несколькими заметными проблемами, сдерживающими его. Не удивит всех, но стоит вашего времени и денег». В своём обзоре «Game Informer» писали, что в игре «захватывающий бой, великолепная система добычи и сильный „эндгейм“ поднимают шутер на новые высоты». В своём обзоре, GamesRadar писали: «The Division 2 — серьёзно продвинутая игра, с цикличным геймплеем, который который будет держать вас в игре в течение нескольких месяцев (или лет)». GameSpot высоко оценил дизайн мира, систему вознаграждений и разнообразие врагов, дав игре 9/10. IGN дал игре рейтинг 8.5 / 10. Они высоко оценили «прекрасный вид Вашингтона, округ Колумбия». На них произвели впечатление системы стрельбы и лута, которые были хорошо продуманы и предлагали игроку выбор. Хотя финал считался «разочаровывающим», но в целом игра была названа «одним из самых сильных выпусков в жанре».

### Продажи
The Division 2 стала самой продаваемой игрой в Великобритании за первую неделю после выпуска, хотя её продажи составляли 20 % от продаж оригинальной игры за первую неделю. В Японии около 63 817 физических устройств для PlayStation 4 были проданы в течение недели. Игра стала самой продаваемой игрой в любом формате. Продажи игры на консолях не оправдали ожиданий Ubisoft, и они сослались на усиление конкуренции в жанре, приводящей к неутешительным выводам. Ubisoft добавили, что продажи на ПК были аналогичны продажам первой игры.

### Награды
| Год  | Награда                           | Категория                  | Результат | Источник |
| ---- | --------------------------------- | -------------------------- | --------- | -------- |
| 2018 | Game Critics Awards 2018          | Лучший экшен/Приключение   | Номинация | [ 59 ]   |
| 2018 | Game Critics Awards 2018          | Лучший онлайн мультиплеер  | Номинация | [ 59 ]   |
| 2018 | Gamers' Choice Awards             | Самая ожидаемая игра       | Номинация | [ 60 ]   |
| 2019 | Game Critics Awards 2019          | Лучшее развитие игры       | Номинация | [ 61 ]   |
| 2019 | Develop: Star Awards              | Лучший игровой дизайн      | Номинация | [ 62 ]   |
| 2019 | Develop: Star Awards              | Лучшее аудио               | Номинация | [ 62 ]   |
| 2019 | 2019 Golden Joystick Awards       | Лучшая мультиплеерная игра | Номинация | [ 63 ]   |
| 2019 | The Game Awards 2019              | Лучшая мультиплеерная игра | Номинация | [ 64 ]   |
| 2020 | 16th British Academy Games Awards | Мультиплеер                | Номинация | [ 65 ]   |